# An-Nairizi
an-Nairizi, vollständig أبو العباس الفضل بن حاتم النيريزي / Abū l-ʿAbbās al-Faḍl b. Ḥātim an-Nayrīzī, auch al-Nayrizi, latinisiert Anaritius, Nazirius, (* um 865 möglicherweise in Nayriz im Iran; † um 922 möglicherweise in Bagdad) war ein persischer Mathematiker, Astronom und Kommentator der ersten 10 Bücher von Euklids Elementen.

## Leben
Über sein Leben ist kaum etwas bekannt. Dem Namen nach wurde er möglicherweise in Nayriz, einer kleinen Stadt südöstlich von Schiras geboren. Da er einige seiner Werke dem Kalifen al-Mu'tadid bi-'llah (der 892 bis 902 regierte) widmete, lebte er wahrscheinlich später in Bagdad, das auch kulturelles Zentrum war. Der Kalif und sein Nachfolger galten als Förderer der Kultur.
Im Fihrist von Ibn an-Nadīm wird er als bedeutender Astronom erwähnt und ihm werden acht Werke zugeschrieben. Der ägyptische Astronom Ibn Yunus (gestorben 1009) lobte ihn als guten Mathematiker, kritisierte ihn aber in einigen Punkten als Astronomen.
Er bearbeitete die (zweite) Übersetzung der Elemente ins Arabische von al-Haddschadsch ibn Yusuf ibn Matar aus dem 8. Jahrhundert mit Kommentar. Sein Euklid-Kommentar wurde von Gerhard von Cremona ins Lateinische übersetzt, veröffentlicht von Maximilian Curtze 1899 bei Teubner als Supplement-Band zur Euklid-Ausgabe von Heiberg und Heinrich Menge. Curtze benutzte dabei eine Handschrift in Krakau. Es gibt auch den nicht ganz erhaltenen arabischen Text in einer Handschrift in Leiden (Codex Leidensis 399).
Er schrieb auch Kommentare zu Claudius Ptolemäus, Almagest und Tetrabiblos, die nicht erhalten sind, und zwei astronomische Handbücher (Tafeln zur Berechnung der Planetenpositionen), ebenfalls nicht erhalten. Al-Bīrūnī kannte seinen Almagest-Kommentar und eines der astronomischen Handbücher. Eines der Handbücher soll auf dem indischen Sindhind basiert haben, das kleinere Handbuch beruhte möglicherweise auf dem Almagest. Der Almagest-Kommentar muss einer der frühesten arabischen Kommentare des Almagest gewesen sein. Er schrieb auch ein Buch über die Bestimmung der Richtung von Mekka (mit einer der Tangens-Funktion äquivalenten Konstruktion, die aber schon Habash al-Hasib al-Marwazi benutzte). Erhalten ist eine Abhandlung über Beweise des Parallelenpostulats von Euklid, in der er auch einen Beweisversuch eines Mathematikers namens Aghanis darstellt, bei dem es sich wohl nach Sabra um den Athener Agapius, Philosoph und Schüler von Proklos und Marinus, handelt. Er stammte aus einem damals noch bekannten Euklid-Kommentar von Simplikios. Der Beweis von Aghanis war einflussreich auf spätere arabische Versuche das Postulat zu beweisen. Er regte auch schon zuvor den Beweisversuch von al-Abbas ibn Said al-Dschauhari an und auch Thabit ibn Qurra kannte ihn.
Außerdem schrieb er ein Buch über das Astrolabium. Erhalten ist auch eine Abhandlung über die Bestimmung der Stundenlinien in einer sphärischen Sonnenuhr.